# Jean Sardier
Jean Marie Luc Gilbert Sardier (ur. 5 maja 1897, zm. 7 października 1976) – francuski as myśliwski z czasów I wojny światowej. Osiągnął 15 zwycięstw powietrznych. Należał do grona asów posiadających tytuł honorowy Balloon Buster.

## Życiorys
Jean Sardier urodził się w Riom, gdzie rozpoczął studia na krótko przed wojną. Do armii francuskiej wstąpił we wrześniu 1914 roku. Po kilku miesiącach starań w styczniu 1916 roku został przeniesiony do lotnictwa i w lecie 1916 roku otrzymał licencję pilota oraz obserwatora.  Został przydzielony do jednostki liniowej N 77, która po przezbrojeniu w samoloty SPAD zmieniła nazwę na SPA 77. Pierwsze zwycięstwo powietrzne odniósł 7 listopada 1916 roku, drugie, które było pierwszym nad balonem obserwacyjnym 3 stycznia 1917 roku. Do czerwca 1918 roku latał w SPA 77, odnosząc łącznie 12 zwycięstw. Od lipca został przeniesiony na stanowisko dowódcy SPA 48, które pełnił do końca wojny, odnosząc jeszcze 3 zwycięstwa powietrzne.

## Odznaczenia
- Legia Honorowa;
- Médaille militaire;
- Krzyż Wojenny (Francja)
- Krzyż Wybitnej Służby (Wielka Brytania)[1] .